# زبان‌های آبازی
زبان‌های آبازی (انگلیسی: Abazgi languages) شاخه زبان‌های قفقازی شمال غربی است که شامل زبان‌های آبازی و آبخازی است. آبازی اصطلاحی است که پیشتر ترجیح داده می‌شد، اما اکنون با اصطلاح «آبخازی-آبازی» جایگزین شده است.
گویش‌های دارای نوشتار آبخازی و آبازی دو سوی پیوستار یک گویش هستند. از نظر دستوری این دو بسیار به یکدیگر شباهت دارند؛ با این حال تمایزات در واج‌شناسی قابل توجه است، و دلیل اصلی طبقه‌بندی‌شان توسط زبانشناسان، به عنوان دو زبان مجزا نیز همین مسئله است. اکثر زبانشناسان (مانند ویاچسلاو چیریکبا ۲۰۰۳) عقیده دارند که اوبیخی نزدیک‌ترین ارتباط پیوستار گویش آبازی است.